# Sino-Forest Corporation
La Sino-Forest Corporation (chinois : 嘉汉林业 Jiahan Linye), ou simplement Sino-Forest, est une entreprise canado-chinoise du secteur de l'industrie du bois. Créée en 1994, elle est cotée à la bourse de Toronto avec le code TRE.

## Historique
En juin 2011, l'entreprise est prise dans un scandale financier à la suite de la publication d'un rapport par le fonds d'investissement Muddy Waters Research qui déclare que « le groupe a exagéré la taille de ses revenus et de ses actifs forestiers ». L'action chute de 67 % à la bourse de Toronto avant la suspension de sa cotation. Allen Chan, le directeur de l'entreprise, doit démissionner et une enquête est ouverte par la Commission des valeurs mobilières de l'Ontario.
En 2018, un tribunal canadien a accordé des dommages et intérêts d'un montant de 2,63 milliards de dollars aux plaignants dans une affaire civile contre le cofondateur et PDG de Sino Forest Corp, Allen Chan, une décision qui, selon Reuters, entraînera certainement davantage de poursuites à l’encontre d’un des plus importants cas de fraude sur titres par une firme chinoise cotée en bourse. Le juge de la Cour supérieure de l'Ontario, a conclu que Chan avait commis des fraudes, un manquement à une obligation fiduciaire et de la négligence. Celui-ci a également été condamné à une amende de 5 millions de dollars.